# 2018 JT6
2018 JT6 est un objet transneptunien encore mal connu, de magnitude absolue 6,8, son diamètre est estimé à environ 200 km.